# Grande Prêmio de San Marino de 1991
Resultados do Grande Prêmio de San Marino de Fórmula 1 realizado em Imola em 28 de abril de 1991. Terceira etapa do campeonato, foi vencido pelo brasileiro Ayrton Senna, que subiu ao pódio junto a Gerhard Berger numa dobradinha da McLaren-Honda, com J. J. Lehto em terceiro pela Dallara-Judd.

## Resumo
Ayrton Senna venceu a corrida, primeiro porque os seus maiores rivais abandonaram por principalmente erros. Ainda na volta de apresentação e a poucos metros do grid de largada, Alain Prost cometeu um erro ridículo rodando sozinho, acelerando demais em plena pista molhada (a rodada praticamente tirou Prost da disputa pelo mundial); a Ferrari do francês parou na descida da Rivazza fazendo com que o piloto abandonasse lá; um pouco atrás dele vinha Gerhard Berger que também rodou no mesmo ponto, mas o austríaco conseguiu controlar e retornou ao circuito. Depois, Nigel Mansell foi tocado por trás e bateu abandonando a prova. Na 1ª volta, Nelson Piquet estreando o novo carro da Benetton rodou, e na seguinte foi a vez de Jean Alesi. Era demais para os torcedores ferraristas com o abandono dos dois carros logo no início da prova. Muita emoção em duas voltas. Senna também foi beneficiado pelo abandono do líder da prova Riccardo Patrese, que parou na 9ª volta por problemas elétricos. Aí, só foi administrar a vitória, mas no final teve problemas com o câmbio. Mas foi beneficiado por Berger, seu companheiro de equipe, que também teve problemas. Resultado: outra grande vitória de Senna, que, com a vitória, abria uma diferença massacrante sobre os adversários.
70ª pole da McLaren e primeiro (e único) pódio de J. J. Lehto.
Nessa corrida, Mika Häkkinen marcou seu primeiros pontos de sua carreira. Julian Bailey, seu companheiro de equipe, faz seu última prova na Fórmula 1 e também conquistaria seu primeiro e unico ponto na categoria;
Stefan Johansson é substituído por Fabrizio Barbazza na AGS.
Única prova em que Eric van de Poele consegue largar em toda a temporada. Abandonou a prova faltando 4 voltas para o fim por falta de combustível, mas se beneficiou da 9º colocação por ter completado mais de 90% da corrida.
Estreias dos carros: Benetton B191 e Brabham BT60Y.
Michele Alboreto sofre um acidente enquanto testava sua Footwork na Tamburello e machuca a perna direita. Foi o terceiro dos cinco pilotos que se acidentaram forte no antigo traçado da curva.

## Classificação da corrida

### Pré-classificação
| Pos. | Nº | Piloto             | Construtor        | Tempo    | Dif.    |
| ---- | -- | ------------------ | ----------------- | -------- | ------- |
| 1    | 33 | Andrea de Cesaris  | Jordan-Ford       | 1:25.535 | —       |
| 2    | 22 | J. J. Lehto        | Dallara-Judd      | 1:25.923 | + 0.388 |
| 3    | 32 | Bertrand Gachot    | Jordan-Ford       | 1:25.980 | + 0.445 |
| 4    | 35 | Eric van de Poele  | Lambo-Lamborghini | 1:26.117 | + 0.582 |
| 5    | 21 | Emanuele Pirro     | Dallara-Judd      | 1:26.305 | + 0.770 |
| 6    | 14 | Olivier Grouillard | Fondmetal-Ford    | 1:26.789 | + 1.254 |
| 7    | 34 | Nicola Larini      | Lambo-Lamborghini | 1:26.886 | + 1.351 |
| 8    | 31 | Pedro Chaves       | Coloni-Ford       | 1:31.239 | + 5.704 |

### Treinos
| Pos.    | Nº | Piloto            | Construtor         | Q1       | Q2        | Dif.    |
| ------- | -- | ----------------- | ------------------ | -------- | --------- | ------- |
| 1       | 1  | Ayrton Senna      | McLaren-Honda      | 1:21.877 | 1:43.633  | —       |
| 2       | 6  | Riccardo Patrese  | Williams-Renault   | 1:21.957 | 1:42.455  | + 0.080 |
| 3       | 27 | Alain Prost       | Ferrari            | 1:22.195 | 1:42.429  | + 0.318 |
| 4       | 5  | Nigel Mansell     | Williams-Renault   | 1:22.366 | 1:41.878  | + 0.489 |
| 5       | 2  | Gerhard Berger    | McLaren-Honda      | 1:22.567 | 1:40.322  | + 0.690 |
| 6       | 4  | Stefano Modena    | Tyrrell-Honda      | 1:23.511 | 1:44.613  | + 1.634 |
| 7       | 28 | Jean Alesi        | Ferrari            | 1:23.945 | 1:41.149  | + 2.068 |
| 8       | 24 | Gianni Morbidelli | Minardi-Ferrari    | 1:24.762 | s/ tempo  | + 2.885 |
| 9       | 23 | Pierluigi Martini | Minardi-Ferrari    | 1:24.807 | s/ tempo  | + 2.930 |
| 10      | 3  | Satoru Nakajima   | Tyrrell-Honda      | 1:25.345 | 1:42.063  | + 3.468 |
| 11      | 33 | Andrea de Cesaris | Jordan-Ford        | 1:25.491 | 1:44.118  | + 3.614 |
| 12      | 32 | Bertrand Gachot   | Jordan-Ford        | 1:25.531 | 1:44.897  | + 3.654 |
| 13      | 19 | Roberto Moreno    | Benetton-Ford      | 1:25.655 | 1:45.216  | + 3.778 |
| 14      | 20 | Nelson Piquet     | Benetton-Ford      | 1:25.809 | 1:42.911  | + 3.932 |
| 15      | 15 | Maurício Gugelmin | Leyton House-Ilmor | 1:25.841 | s/ tempo  | + 3.964 |
| 16      | 22 | J. J. Lehto       | Dallara-Judd       | 1:25.974 | 1:43.397  | + 4.097 |
| 17      | 29 | Eric Bernard      | Lola-Ford          | 1:25.983 | s/ tempo  | + 4.106 |
| 18      | 7  | Martin Brundle    | Brabham-Yamaha     | 1:26.055 | s/ tempo  | + 4.178 |
| 19      | 26 | Erik Comas        | Ligier-Lamborghini | 1:26.207 | 1:46.667  | + 4.330 |
| 20      | 30 | Aguri Suzuki      | Lola-Ford          | 1:26.356 | s/ tempo  | + 4.479 |
| 21      | 35 | Eric van de Poele | Lambo-Lamborghini  | 1:26.550 | 1:47.619  | + 4.673 |
| 22      | 16 | Ivan Capelli      | Leyton House-Ilmor | 1:26.602 | 1:52.949  | + 4.725 |
| 23      | 8  | Mark Blundell     | Brabham-Yamaha     | 1:26.778 | 1:49.539  | + 4.901 |
| 24      | 25 | Thierry Boutsen   | Ligier-Lamborghini | 1:26.998 | 1:44.125  | + 5.121 |
| 25      | 11 | Mika Häkkinen     | Lotus-Judd         | 1:27.324 | 1:47.444  | + 5.447 |
| 26      | 12 | Julian Bailey     | Lotus-Judd         | 1:27.976 | 1:45.931  | + 6.099 |
| 27      | 17 | Gabriele Tarquini | AGS-Ford           | 1:28.175 | s/ tempo  | + 6.298 |
| 28      | 18 | Fabrizio Barbazza | AGS-Ford           | 1:29.665 | s/ tempo  | + 7.788 |
| 29      | 10 | Alex Caffi        | Footwork-Porsche   | 1:30.280 | 2:06.589  | + 8.403 |
| 30      | 9  | Michele Alboreto  | Footwork-Porsche   | 1:30.762 | 19:39.741 | + 8.885 |
| Fontes: |    |                   |                    |          |           |         |

### Corrida
| Pos.    | Nº | Piloto             | Construtor         | Voltas              | Tempo/Diferença     | Grid                | Pontos              |
| ------- | -- | ------------------ | ------------------ | ------------------- | ------------------- | ------------------- | ------------------- |
| 1       | 1  | Ayrton Senna       | McLaren-Honda      | 61                  | 1:35:14.750         | 1                   | 10                  |
| 2       | 2  | Gerhard Berger     | McLaren-Honda      | 61                  | + 1.675             | 5                   | 6                   |
| 3       | 22 | J. J. Lehto        | Dallara-Judd       | 60                  | + 1 volta           | 16                  | 4                   |
| 4       | 23 | Pierluigi Martini  | Minardi-Ferrari    | 59                  | + 2 voltas          | 9                   | 3                   |
| 5       | 11 | Mika Häkkinen      | Lotus-Judd         | 58                  | + 3 voltas          | 25                  | 2                   |
| 6       | 12 | Julian Bailey      | Lotus-Judd         | 58                  | + 3 voltas          | 26                  | 1                   |
| 7       | 25 | Thierry Boutsen    | Ligier-Lamborghini | 58                  | + 3 voltas          | 24                  |                     |
| 8       | 8  | Mark Blundell      | Brabham-Yamaha     | 58                  | + 3 voltas          | 23                  |                     |
| 9       | 35 | Eric van de Poele  | Lambo-Lamborghini  | 57                  | Pane seca           | 21                  |                     |
| 10      | 26 | Erik Comas         | Ligier-Lamborghini | 57                  | + 4 voltas          | 19                  |                     |
| 11      | 7  | Martin Brundle     | Brabham-Yamaha     | 57                  | + 4 voltas          | 18                  |                     |
| 12      | 15 | Maurício Gugelmin  | Leyton House-Ilmor | 55                  | Motor               | 15                  |                     |
| 13      | 19 | Roberto Moreno     | Benetton-Ford      | 54                  | Motor               | 13                  |                     |
| Ret     | 4  | Stefano Modena     | Tyrrell-Honda      | 41                  | Transmissão         | 6                   |                     |
| Ret     | 33 | Andrea de Cesaris  | Jordan-Ford        | 37                  | Câmbio              | 11                  |                     |
| Ret     | 32 | Bertrand Gachot    | Jordan-Ford        | 37                  | Suspensão           | 13                  |                     |
| Ret     | 16 | Ivan Capelli       | Leyton House-Ilmor | 24                  | Rodou               | 22                  |                     |
| Ret     | 29 | Eric Bernard       | Lola-Ford          | 17                  | Motor               | 17                  |                     |
| Ret     | 6  | Riccardo Patrese   | Williams-Renault   | 17                  | Pane elétrica       | 2                   |                     |
| Ret     | 3  | Satoru Nakajima    | Tyrrell-Honda      | 15                  | Transmissão         | 10                  |                     |
| Ret     | 24 | Gianni Morbidelli  | Minardi-Ferrari    | 10                  | Câmbio              | 8                   |                     |
| Ret     | 28 | Jean Alesi         | Ferrari            | 2                   | Rodou               | 7                   |                     |
| Ret     | 30 | Aguri Suzuki       | Lola-Ford          | 2                   | Rodou               | 20                  |                     |
| Ret     | 20 | Nelson Piquet      | Benetton-Ford      | 1                   | Rodou               | 14                  |                     |
| Ret     | 5  | Nigel Mansell      | Williams-Renault   | 0                   | Colisão             | 4                   |                     |
| DNS     | 27 | Alain Prost        | Ferrari            | 0                   | Rodou               | 3                   |                     |
| DNQ     | 17 | Gabriele Tarquini  | AGS-Ford           | Não qualificado     | Não qualificado     | Não qualificado     | Não qualificado     |
| DNQ     | 18 | Fabrizio Barbazza  | AGS-Ford           | Não qualificado     | Não qualificado     | Não qualificado     | Não qualificado     |
| DNQ     | 10 | Alex Caffi         | Footwork-Porsche   | Não qualificado     | Não qualificado     | Não qualificado     | Não qualificado     |
| DNQ     | 9  | Michele Alboreto   | Footwork-Porsche   | Não qualificado     | Não qualificado     | Não qualificado     | Não qualificado     |
| DNPQ    | 21 | Emanuele Pirro     | Dallara-Judd       | Não pré-qualificado | Não pré-qualificado | Não pré-qualificado | Não pré-qualificado |
| DNPQ    | 14 | Olivier Grouillard | Fondmetal-Ford     | Não pré-qualificado | Não pré-qualificado | Não pré-qualificado | Não pré-qualificado |
| DNPQ    | 34 | Nicola Larini      | Lambo-Lamborghini  | Não pré-qualificado | Não pré-qualificado | Não pré-qualificado | Não pré-qualificado |
| DNPQ    | 31 | Pedro Chaves       | Coloni-Ford        | Não pré-qualificado | Não pré-qualificado | Não pré-qualificado | Não pré-qualificado |
| Fontes: |    |                    |                    |                     |                     |                     |                     |

## Tabela do campeonato após a corrida
| Pos.    | Piloto           | Pontos |
| ------- | ---------------- | ------ |
| 1       | Ayrton Senna     | 30     |
| 2       | Gerhard Berger   | 10     |
| 3       | Alain Prost      | 9      |
| 4       | Riccardo Patrese | 6      |
| 5       | Nelson Piquet    | 6      |
| Fontes: |                  |        |

| Pos.    | Construtor       | Pontos |
| ------- | ---------------- | ------ |
| 1       | McLaren-Honda    | 40     |
| 2       | Ferrari          | 10     |
| 3       | Williams-Renault | 6      |
| 4       | Benetton-Ford    | 6      |
| 5       | Tyrrell-Honda    | 5      |
| Fontes: |                  |        |

- Nota: Somente as primeiras cinco posições estão listadas.